# 长柄地锦
长柄地锦（学名：Parthenocissus feddei）为葡萄科地锦属下的一个种。

## 扩展阅读
- 維基物種上的相關：长柄地锦